# ムピンガ・カセンダ
ムピンガ・カセンダ（フランス語: Mpinga Kasenda、1937年8月30日 - 1994年5月7日）は、ザイール共和国の政治家。第10代同国国家第一委員。第21代同国外務大臣。

## 経歴
1937年8月30日にベルギー領コンゴでKasaiのTshilombaに生まれた。ロヴァニウム大学（現: キンシャサ大学）で政治学の博士を取得し、1977年から1979年まで第10代ザイール共和国国家第一委員を務め、1985年1月29日にはモブツの推薦により、革命的民衆運動中央委員会の第一副委員長に選出された。
また、1993年から1994年まで第21代ザイール共和国外務大臣を務めた。
1994年5月7日、飛行機事故が原因となり死去した。

## 文献
1. ↑  Agence Zaire Presse (29 January 1985). “MPR Leadership Bodies Appointed in Zaire”. Summary of World Broadcasts: Non-Arab Africa (British Broadcasting Corporation Monitoring Service) (7864–7887):  B/1.